# Сьова (Ґумма)

36°38′23″ пн. ш. 139°3′57″ сх. д. / 36.63972° пн. ш. 139.06583° сх. д.
Сьо́ва (яп. 昭和村, しょうわむら, МФА: [ɕoːwa muɾa]) — село в Японії, в повіті Тоне префектури Ґумма. Станом на 1 жовтня 2007 площа села становила 85,29 км². Станом на 1 серпня 2008 населення села становило 4083 осіб.